# James Gibbs

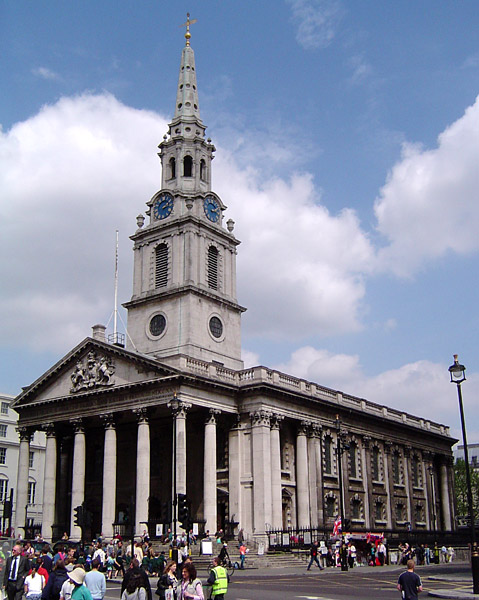
St Martin-in-the-Fields, Londres, é o protótipo de muitas das de igrejas de Nova Inglaterra.

James Gibbs (Aberdeen, Escócia 1682 – Londres, 1754) foi um dos arquitetos britânicos mais influentes em seu tempo. Considerasse-lhe como um arquiteto cuja obra está entre a tradição de sir Christopher Wren, o classicismo barroco italiano e o palladianismo.

## Biografia
Nasceu no seio de uma família católica em Aberdeen e estudou no Marischal College, nessa mesma cidade, e em Roma, sendo o único de sua época que recebeu formação em Itália. Chegou a Londres em 1710, atraído pela notícia da ampliação de edifícios na Universidade de Cambridge. Cedo seu nome acrescentou-se à lista de arquitectos para a construção de novas igrejas, chegando a obter uma importante freguesia tory entre os que destacam os Condes de Oxford e Mar, Lord Bolingbroke, o Conde Lichfield e o Duque de Bolton.
Gibbs, em privado, era católico e conservador, devido a isto, e a sua idade tinha uma relação algo diferente com o movimento palladiano que chegou a dominar a arquitectura inglesa durante sua carreira. Os Palladianos eram em grande parte Whigs, liderados por Lord Burlington e Colen Campbell, um colega escocês que desenvolveu uma grande rivalidad com Gibbs. A formação profissional italiana de Gibbs baixo o maestro barroco Carlo Fontana também o distinguiu da escola palladiana. No entanto, apesar de estar passado de moda, fez-se muito influente através de seus trabalhos publicados, que se fizeram populares como livros de padrões para a arquitectura. O facto de nomear o tipo de marco de Gibbs a um marco para portas e janelas, que certamente não inventou, dá depoimento desta influência.
Seu estilo arquitectónico incorporou elementos de Palladio, bem como formas do Barroco italiano e Inigo Jones (1573-1652), mas foi influenciado mais fortemente pelo trabalho de Sir Christopher Wren (1632-1723), quem foi um dos primeiros partidários de Gibbs. Em general, Gibbs foi um indivíduo que formou seu próprio estilo independentemente das modas em voga. O historiador arquitectónico John Summerson descreve seu trabalho como o cumprimento das ideias arquitectónicas de Wren, que não se desenvolveram completamente em seus próprios edifícios. Apesar da influência de seus livros, Gibbs teve pouco efeito na direcção posterior da arquitectura britânica, que viu o surgimento do neoclasicismo pouco depois de sua morte.

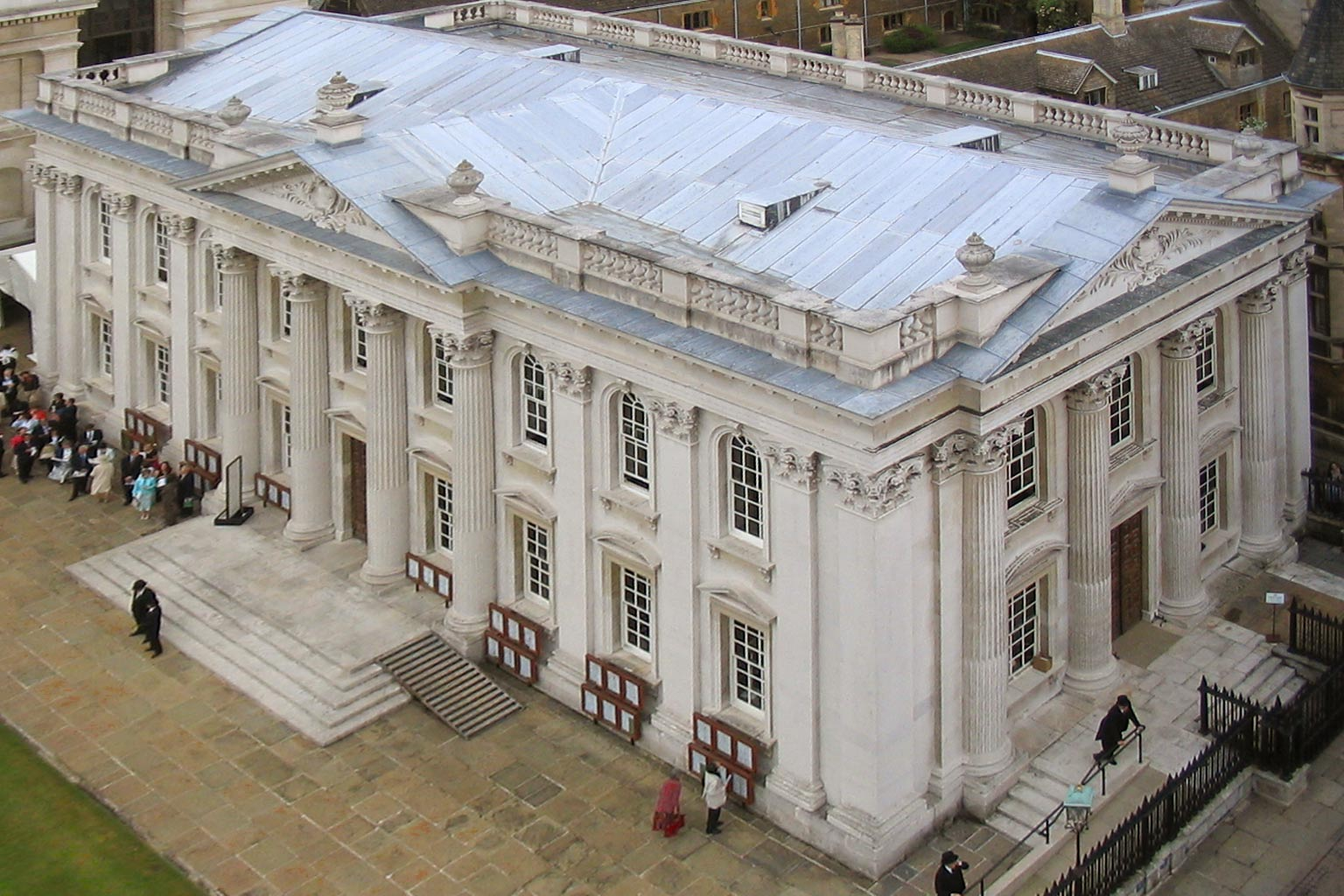
Cambridge University Senate House

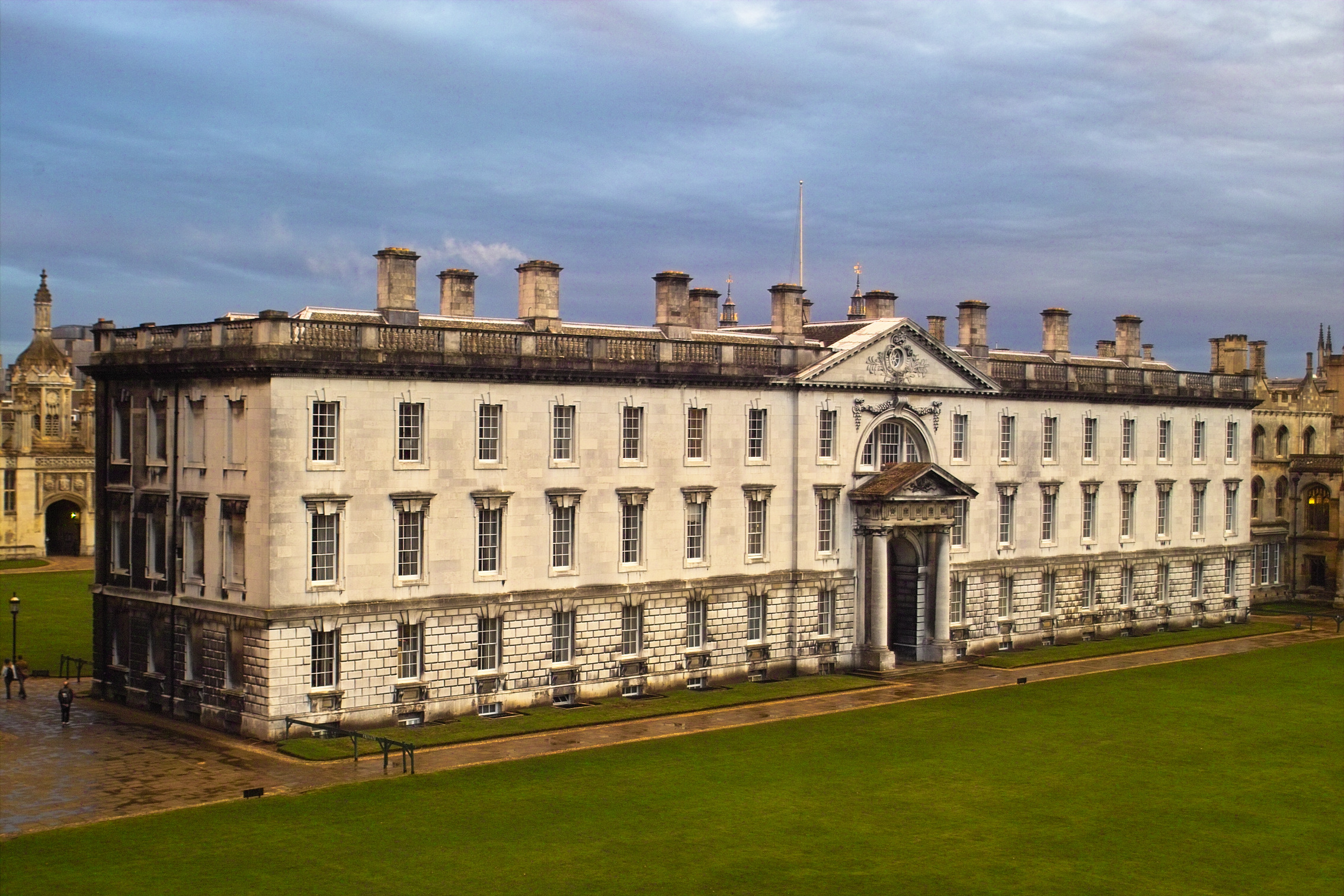
King's College - Edifício Fellows de Gibbs.

## Carreira
Gibbs tinha-se feito amigo de John Erskine, XXII conde de Mar, no estrangeiro. O conde convenceu a Gibbs de que permanecesse em Londres, lhe oferecendo sua primeira comissão, as modificações a sua casa em Whitehall. Ao redor desta época conheceu a Edward Harley, segundo conde de Oxford e conde de Mortimer, que seria um poderoso mecenas e amigo (Gibbs mais tarde remodelaría a casa do conde Wimpole Hall) e James Brydges, primeiro duque de Chandos (para quem seria um dos arquitectos em trabalhar em seu palácio de Cannons desde 1715 até 1719). Gibbs foi um dos sessenta membros fundadores da Academia de Pintura de Godfrey Kneller, fundada em 1711.
Em agosto de 1713, Gibbs descobriu que William Dickinson tinha renunciado como arquitecto da Comissão para a Construção de Cinquenta Novas Iglesias; os comisionados incluíam a Sir Christopher Wren, Sir John Vanbrugh e Thomas Archer. Com o respaldo de, entre outros, o conde do Mar e Sir Christopher Wren, Gibbs foi nomeado arquitecto da comissão o 18 de novembro de 1713, onde teria trabalhado com Nicholas Hawksmoor, o outro arquitecto da comissão. Mas uma combinação de eventos asseguraria que Gibbs fosse privado de seu lugar como arquitecto da comissão em dezembro de 1715: a rainha Ana tinha morrido e um governo whig tinha substituído aos tories; e o falhanço do levantamento jacobita de 1715 que foi apoiado pelo conde de Mar foram os factores. No entanto, pôde completar uma igreja, St Mary-lhe-Strand, que descreveu como "o primeiro edifício público no que estava empregue após minha chegada de Itália".

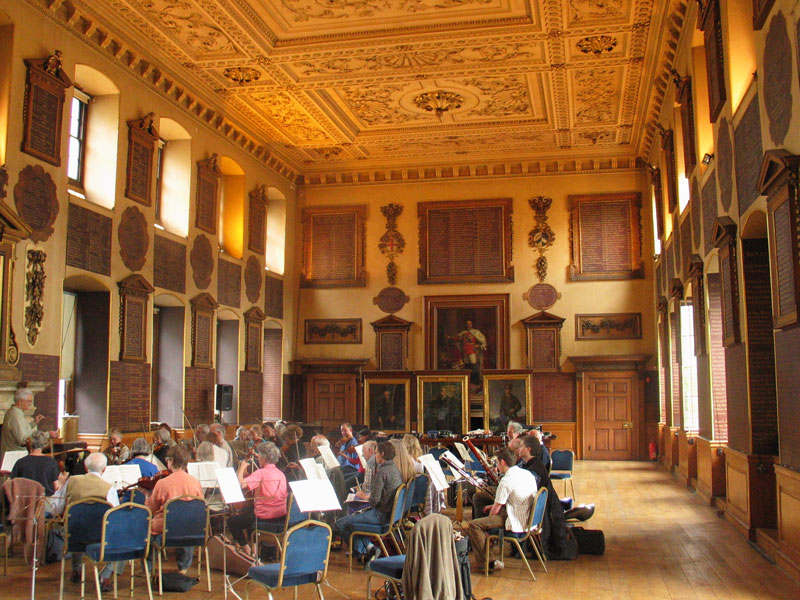
St. Bartholomew great hall

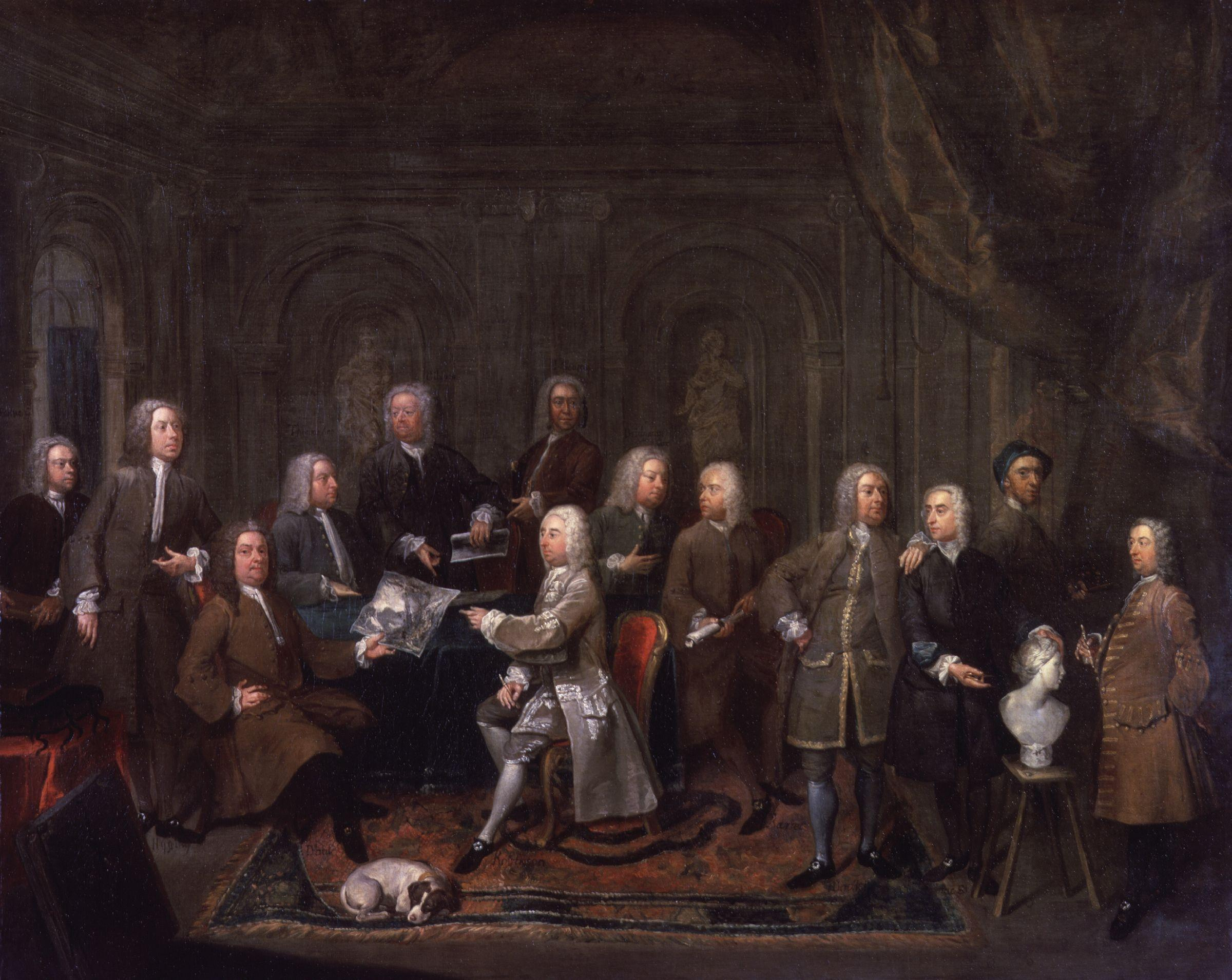
A Conversation of Virtuosis...at the Kings Arms de Gawen Hamilton

O 18 de dezembro de 1716 Gibbs uniu-se ao Clube de San Lucas para os "Virtuosos em Londres". Outros arquitectos que foram membros foram William Kent e William Talman; outros membros notáveis com quem Gibbs mais tarde trabalharia incluem o desenhador de jardins Charles Bridgeman e o escultor John Michael Rysbrack, quem esculpiu muitos dos monumentos que Gibbs desenhou. Em março de 1721 Charles Bridgeman, James Thornhill, John Wootton e Gibbs viajavam juntos desde Londres a Wimpole Hall, onde trabalhavam todos pára Edward Harley, o conde de Oxford. Thornhill recordou que beberam "à saúde de Harley uma e outra vez, também em nossas horas civis como numa bacanal" e falaram "da construção, as imagens e pode ser para o final de política ou religião".
Em 1720, Gibbs foi convidado junto com outros arquitectos a participar num concurso para desenhar uma nova igreja para
substituir a igreja destruída de St Martin-in-the-Fields. Ganhou, e o 24 de novembro de 1720 foi nomeado arquitecto da nova igreja, que seria seu edifício mais famoso. Horace Walpole descreveu a Gibbs, ao redor de 1720, como "o arquitecto mais em boga". Em 1720, o preboste do King's College de Cambridge acercou-se a Gibbs para completar a universidade. O esquema consistia em três edifícios, todos de 16 m de alto, formando um pátio de 73 por 86 m ao sul da Capilla. Ao final, só o bloco ocidental, o edifício Fellows de 72 m de longo, se construiu entre 1721 e 1724; o edifício
Fellows do este teria sido idêntico, e o edifício do sul teria tido um grande pórtico corintio, contendo o grande comedor, o Provost's Lodge e os escritórios. O 11 de dezembro de 1721, Edward Lany, um dos Síndicos da Universidade de Cambridge, agradeceu a Edward Harley, conde de Oxford por enviar o "Ao senhor Gibbs para desenhar nosso edifício. Desenho-o para oferecê-lo aos síndicos tão cedo como se reúnam ... Eu não tenho suficiente habilidade para o julgar ". Isto se referia a um desenho para um novo edifício central para que a Universidade que albergaria a biblioteca, o Senado, o Consistorio e os Escritórios de Registro. Gibbs produziu um segundo desenho maior em 1722, que consistia num pátio com duas asas salientes para o este, de 58 por 36 m. O trabalho no edifício começou em novembro de 1722, mas ao final só se construiu a Casa do Senado, de 34 por 15 m, a parte norte das duas asas este. Foi terminado em 1730.
Em 1723, Gibbs a o suficientemente rico como para abrir uma conta no Drummonds Bank, e o saldo de seu primeiro ano era de £ 1055 11 chelines e 4 peniques. 1723 também viu a Gibbs se fazer governador do Hospital de St Bartholomew; outros governadores incluíram a seus colegas arquitectos Richard Boyle, 3.er conde de Burlington e George Dance the Elder. O 1 de agosto de 1728 decidiu-se reconstruir o Hospital. Gibbs ofereceu seu serviço grátis, e desenhou um cuadrángulo de 61 por 49 m, com quatro blocos planos quase idênticos.

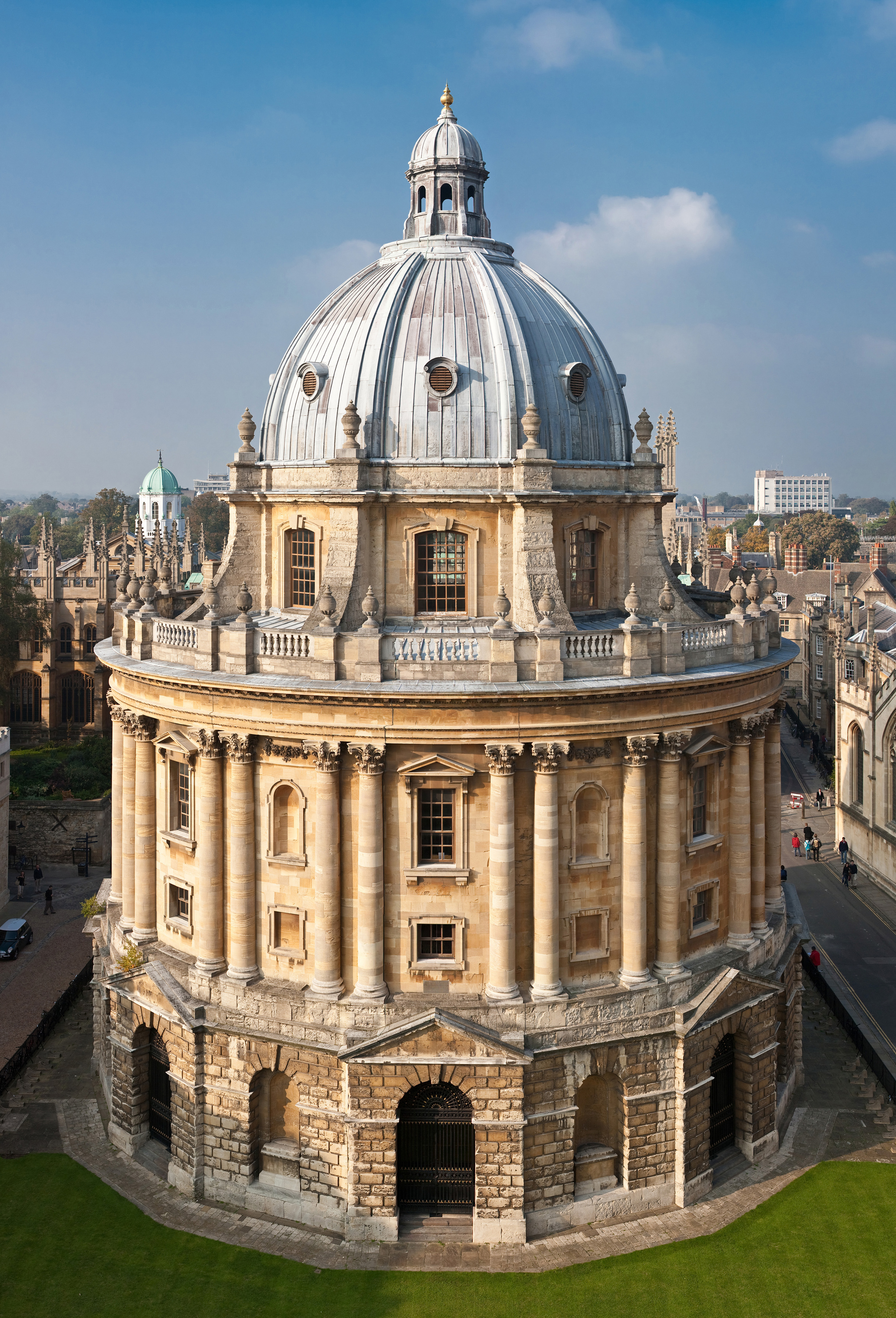
Biblioteca Radcliffe, Oxford.

Em março de 1726, Gibbs foi nomeado membro da Sociedade de Anticuarios de Londres e em 1727 foi galardoado com o único cargo governamental que tinha ocupado, Arquitecto da Artilharia, que ocupou de por vida. Deram-lho graças ao duque de Argyll que foi mestre de artilharia e em 1729 foi eleito membro da Royal Society. Uma das decepções mais sérias da carreira de Gibbs foi seu falhanço para ganhar a comissão para a Mansion House, em Londres. Teve dois concursos para o edifício, aos quais se apresentou: o primeiro em 1728 e o segundo em 1735; ao final George Dance the Elder ganhou a comissão.
Em 1735, Gavin Hamilton pintou A Conversation of Virtuosis ... no Kings Arms, um retrato de grupo que incluía a Michael Dahl, George Vertue, John Wootton, Gibbs e Rysbrack, junto com outros artistas que foram fundamentais para levar o estilo rococó ao solo inglês. Após a morte em 1736 de Nicholas Hawksmoor, que era arquitecto da Biblioteca Radcliffe, Gibbs foi designado o 4 de março de 1737 para o substituir. Leste, possivelmente o melhor edifício de Gibbs, foi terminado o 19 de maio de 1749. Gibbs foi galardoado pela Universidade de Oxford com um título honorífico de Maestría em Artes em 1749, em reconhecimento pela finalização da Biblioteca Radcliffe.
Em 1743, Gibbs, aficionado ao vinho e a comida, foi descrito como "corpulento". Em junho de 1749, Gibbs dirigiu-se à cidade balneario de Aix-a-Chapelle para receber tratamento: sofria de cálculos renales, tinha perdido peso e sofria de dor. Permaneceu até setembro quando regressou a Londres. Gibbs nunca se casou. Morreu em sua casa de Londres no canto de Wimpole Street e Henrietta Street, o 5 de agosto de 1754 e foi enterrado na igreja parroquial de St Marylebone.

## Arquitetura

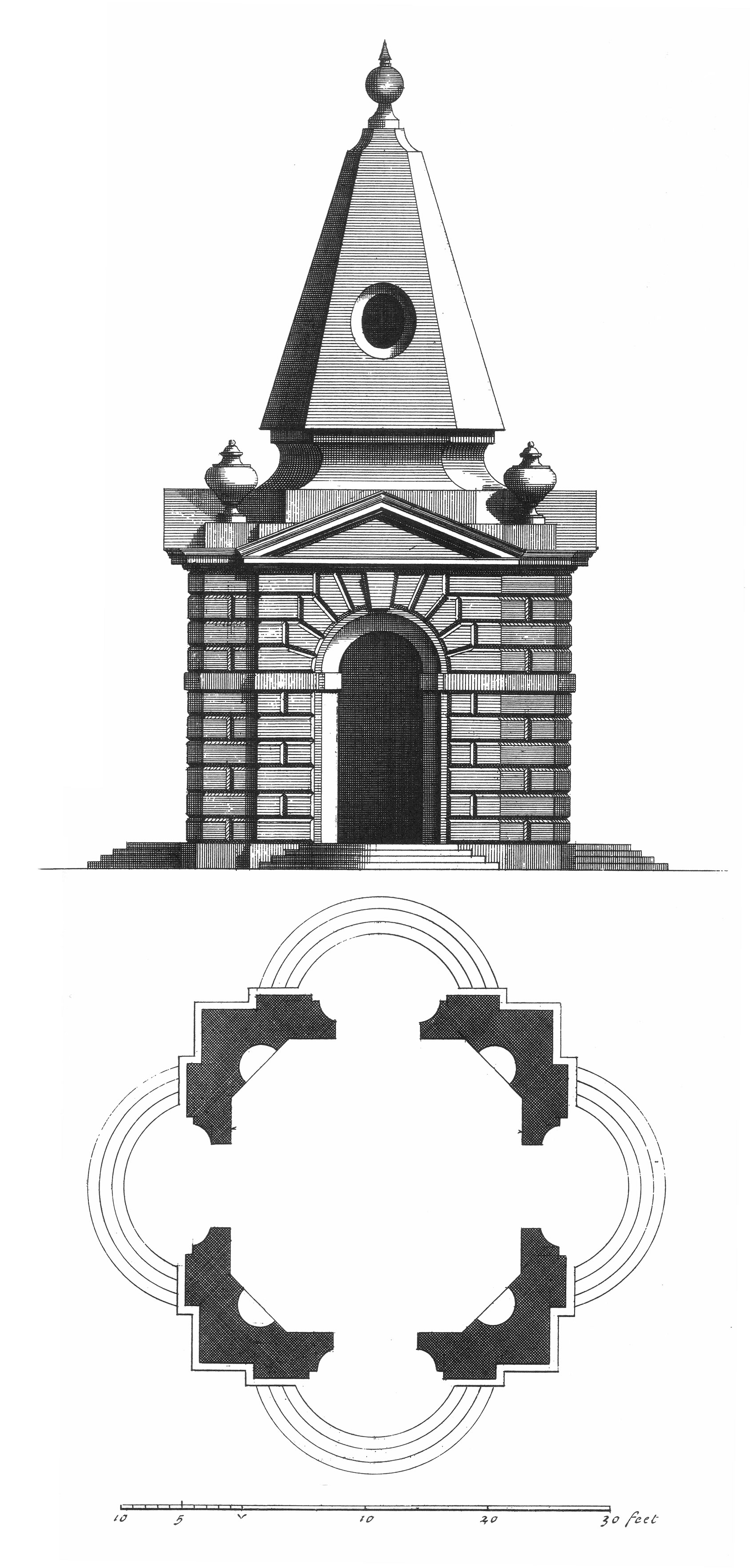
Desenho para os pavilhões em Stowe; o teto piramidal de pedra já não está em cima de nenhum dos pavilhões

O conde do Mar acrescentou o nome de Gibbs à lista de arquitectos que encarregar-se-ia das novas igrejas que construir-se-ão em virtude da Lei de Cinquenta Novas Iglesias, e em 1713 foi nomeado um dos dois inspectores da Comissão, o termo contemporâneo para arquitecto, junto com Nicholas Hawksmoor. Ocupou este posto durante dois anos, até que foi expulso pelos whigs, devido a suas simpatias tory, e substituído por John James.

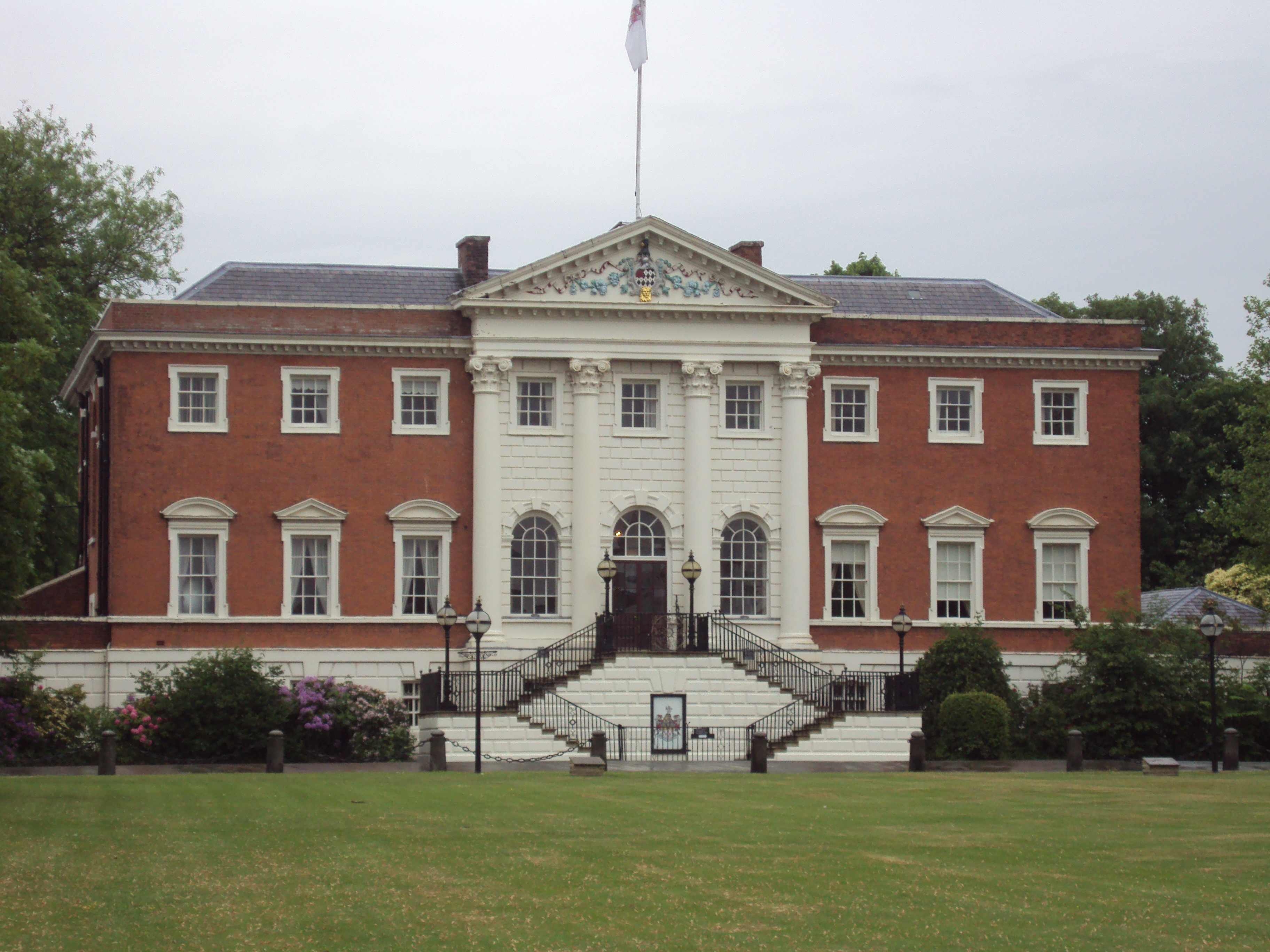
Warrington Town Hall

Durante seu mandato completou sua primeira comissão importante, a igreja de St Mary-lhe-Strand (1714-17), na cidade de Westminster. Um desenho prévio tinha sido preparado pelo arquitecto inglês barroco Thomas Archer, que Gibbs desenvolveu num estilo manierista italiano, influenciado pelo Palazzo Branconio dall'Aquila de Roma, atribuído a Rafael, bem como incorporando elementos de Wren. Tal influência italiana não era popular entre os Whigs, que agora tomavam o controle político depois da ascensión do rei Jorge I em 1714, o que levou à destituição de Gibbs, e o levou a modificar as influências estrangeiras em seu trabalho. O livro Vitruvius Britannicus de Colen Campbell (1715), que promoveu o estilo de Palladio, também contém comentários desfavoráveis com respeito a Carlo Fontana e St Mary-lhe-Strand. Campbell substituiu a Gibbs como o arquitecto da Burlington House ao redor de 1717, onde este último tinha desenhado os escritórios e columnatas para o jovem Lord Burlington.
Outros desenhos temporões incluem o palácio Cannons, Middlesex (1716-20), para James Brydges, 1. duque de Chandos, e a torre de Wren's St Clement Danes (1719). Em Twickenham desenhou o pavilhão na Orleans House, chamado Octagon Room, para um padrão escocês, James Johnston (1655-1737) exsecretario de Estado para Escócia, ao redor de 1720. É a única parte da casa e os terrenos que tem sobrevivido.

## Obras principais

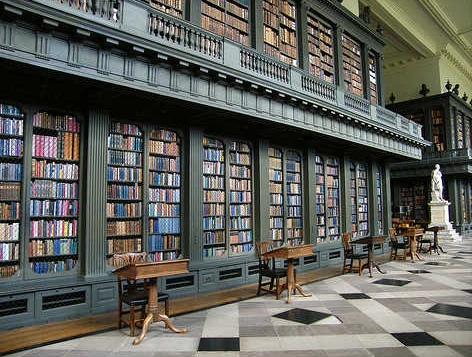
Codrington Library

### Edifícios Públicos
- Casa do Senado, 1721-30, Cambridge
- King's College, Cambridge, o edifício de Fellows 1724-42, a única parte do esquema de Gibbs executada
- Oxford Market House, Marylebone, Londres, 1726-37, demolido 1880-81
- Hospital de St Bartholomew, 1728-68, o bloco sul demolido 1937
- Marylebone Court House, Marylebone, Londres, 1729-33, demolido 1803-04
- Biblioteca Radcliffe, 1736-49
- Prefeitura de Hertford, 1737 (não executado)
- A biblioteca de Codrington, All Souls College, Oxford, completou o interior deixado sem terminar pelo arquitecto Nicholas Hawksmoor, 1740-50
- St John's College, Oxford, nova fachada no Hall, 1743

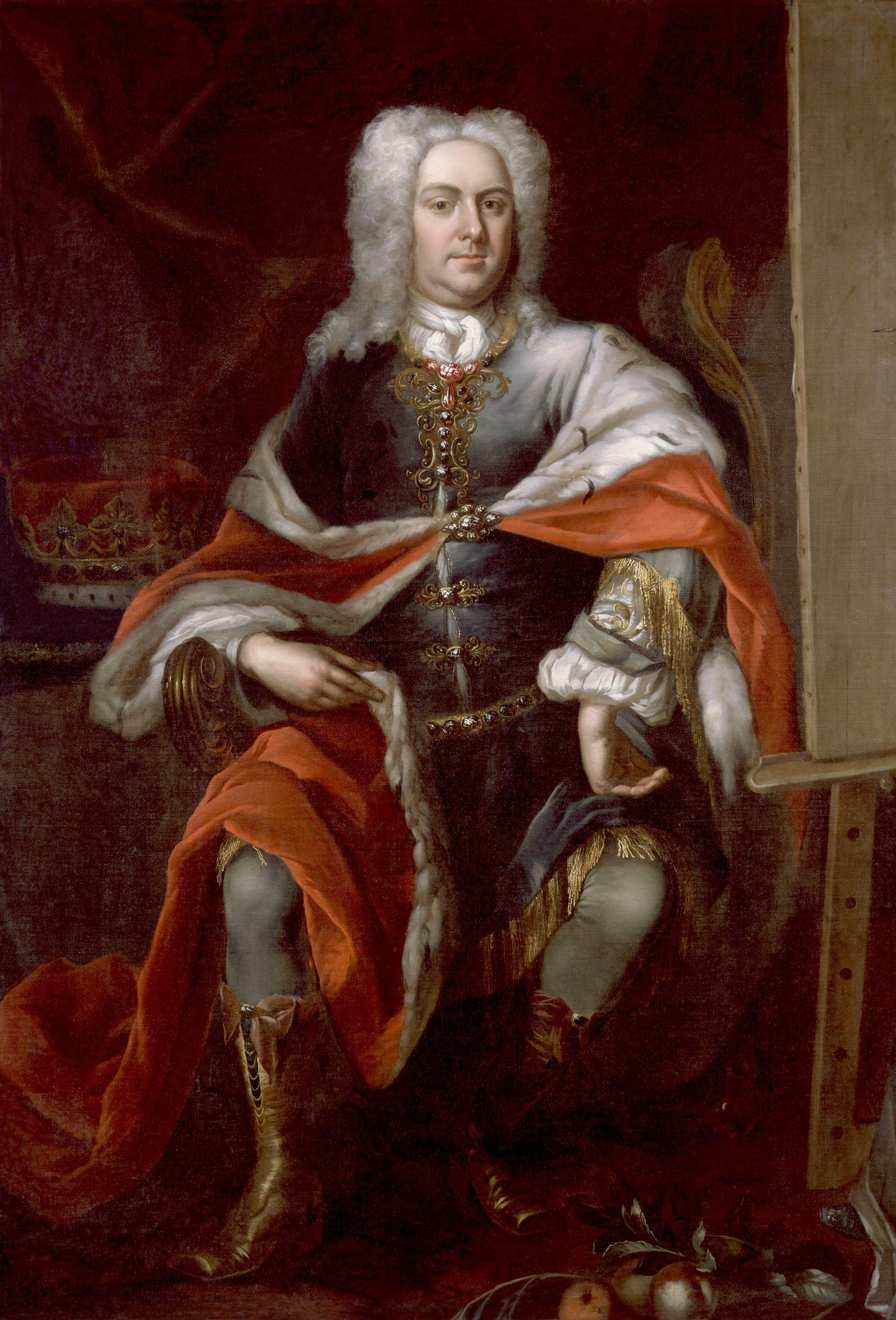
James Brydges, 1st Duke of Chandos por Herman vão der Myn

### Edifícios de igrejas
- St Mary lhe Strand, Londres, 1713-24
- Steeple, agregado à igreja de San Clemente de Christopher Wren, 1719-21
- St Martin-in-the-Fields, Londres, 1720-27
- Marybone Chapel (agora St Peter's Vere Street), Londres, 1721-24
- Igreja de St Giles, Shipbourne, 1722-23, reconstruída 1880-81
- Igreja de Santa María, Mapleton, Derbyshire, c.1723
- Derby Cathedral, reconstrução da igreja existente a excepção da torre, 1723-26
- Catedral de Lincoln, fortalecimento de torres ocidentais, 1725-26
- San Miguel e Todos os Santos, Great Witley, usando decoración e acessórios da capilla em Cannons, 1733-47
- Mausoleo de Chandos, St Lawrence, Whitchurch, para James Brydges, 1. ° duque de Chandos, 1735-36
- Kirk of St Nicholas, Aberdeen, nova nave 1741-55
- Mausoleo de Turner, Igreja de Kirkleatham, 1740
- Capilla do Hospital Sir William Turner, Kirkleatham 1741
- Igreja de Santa María, Patshull Hall, 1742

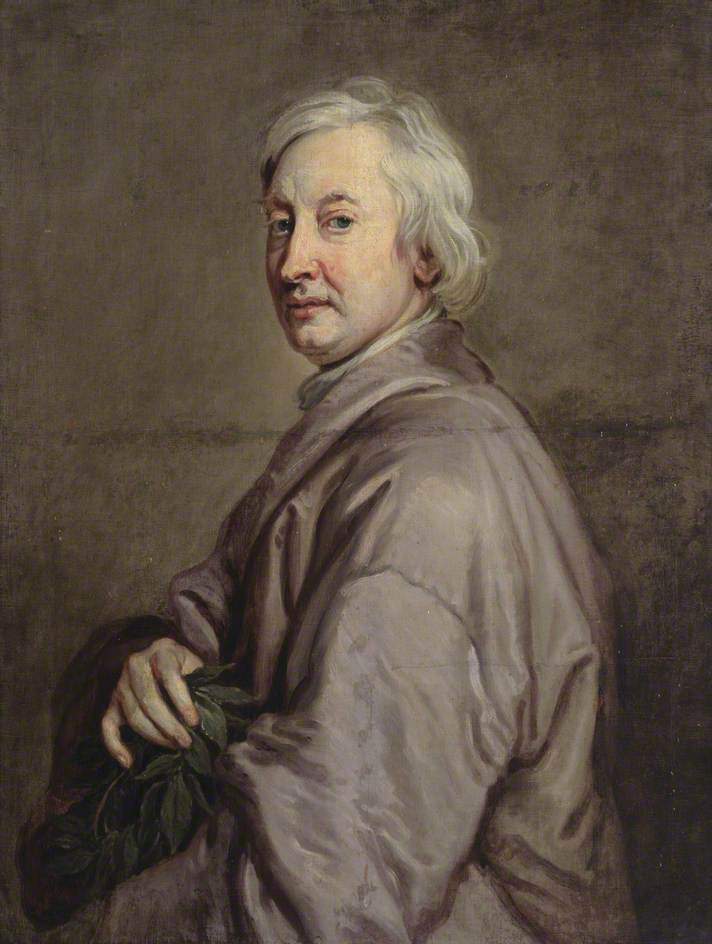
John Dryden por Sir Godfrey Kneller

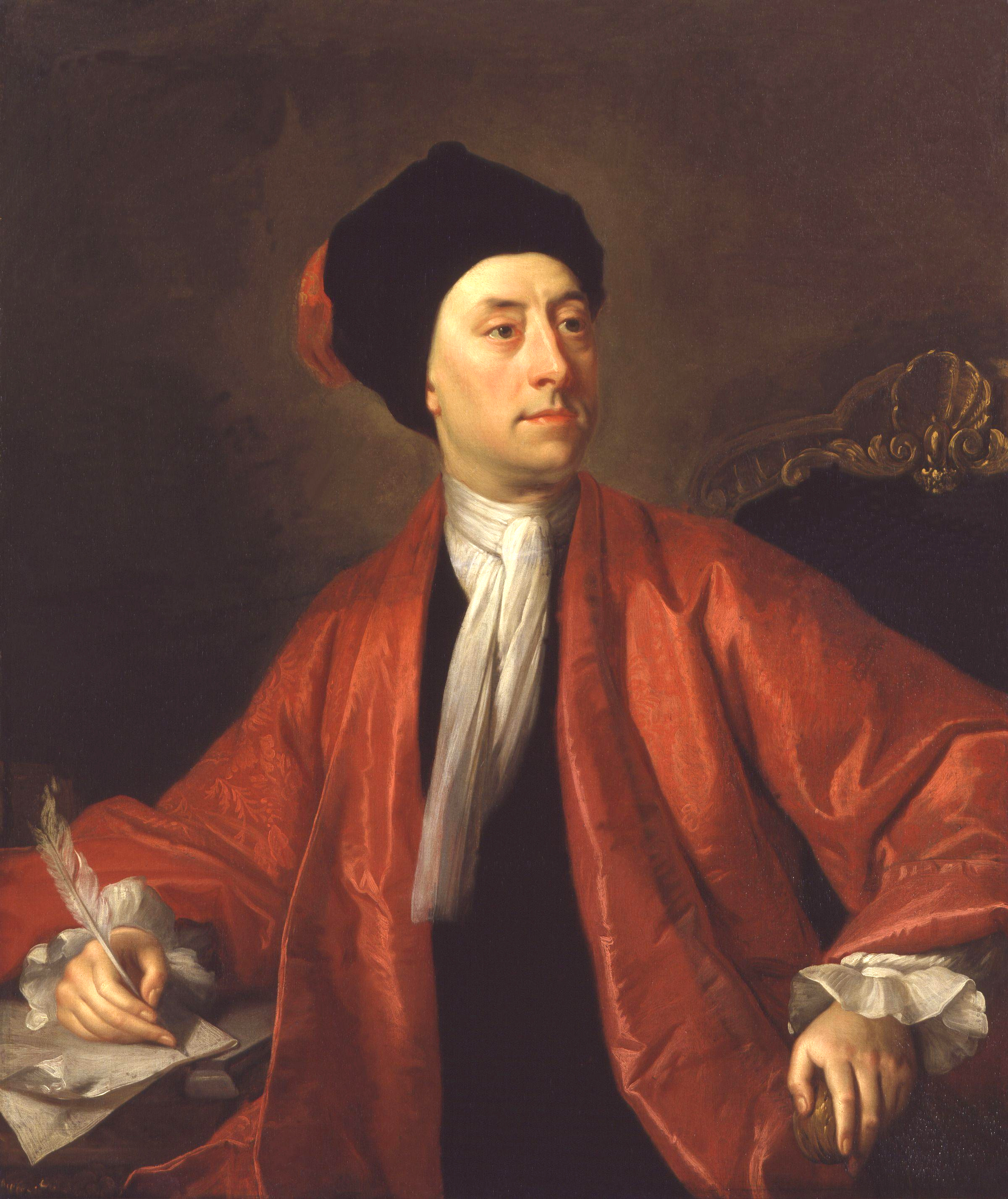
Matthew Prior por Thomas Hudson

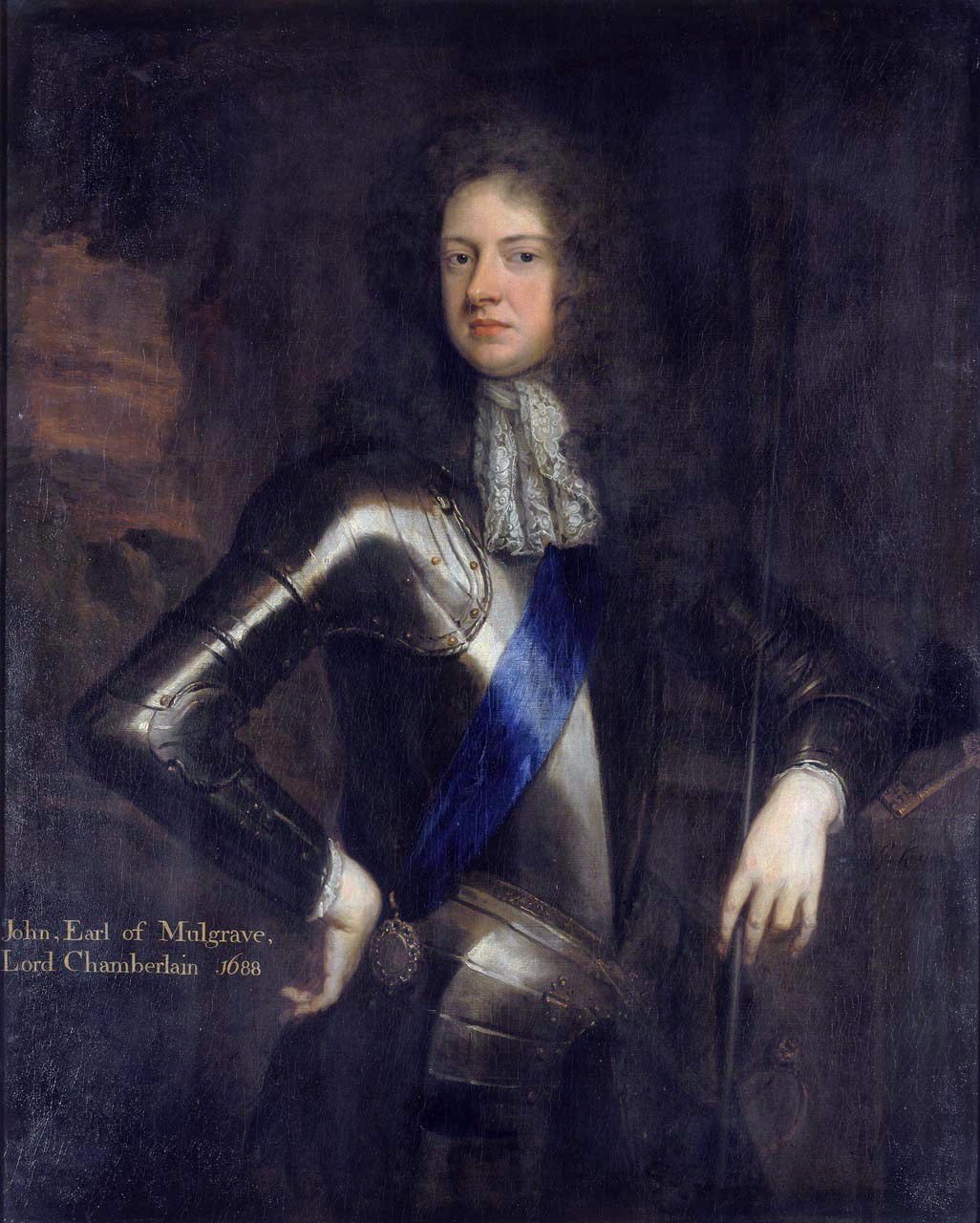
John Sheffield

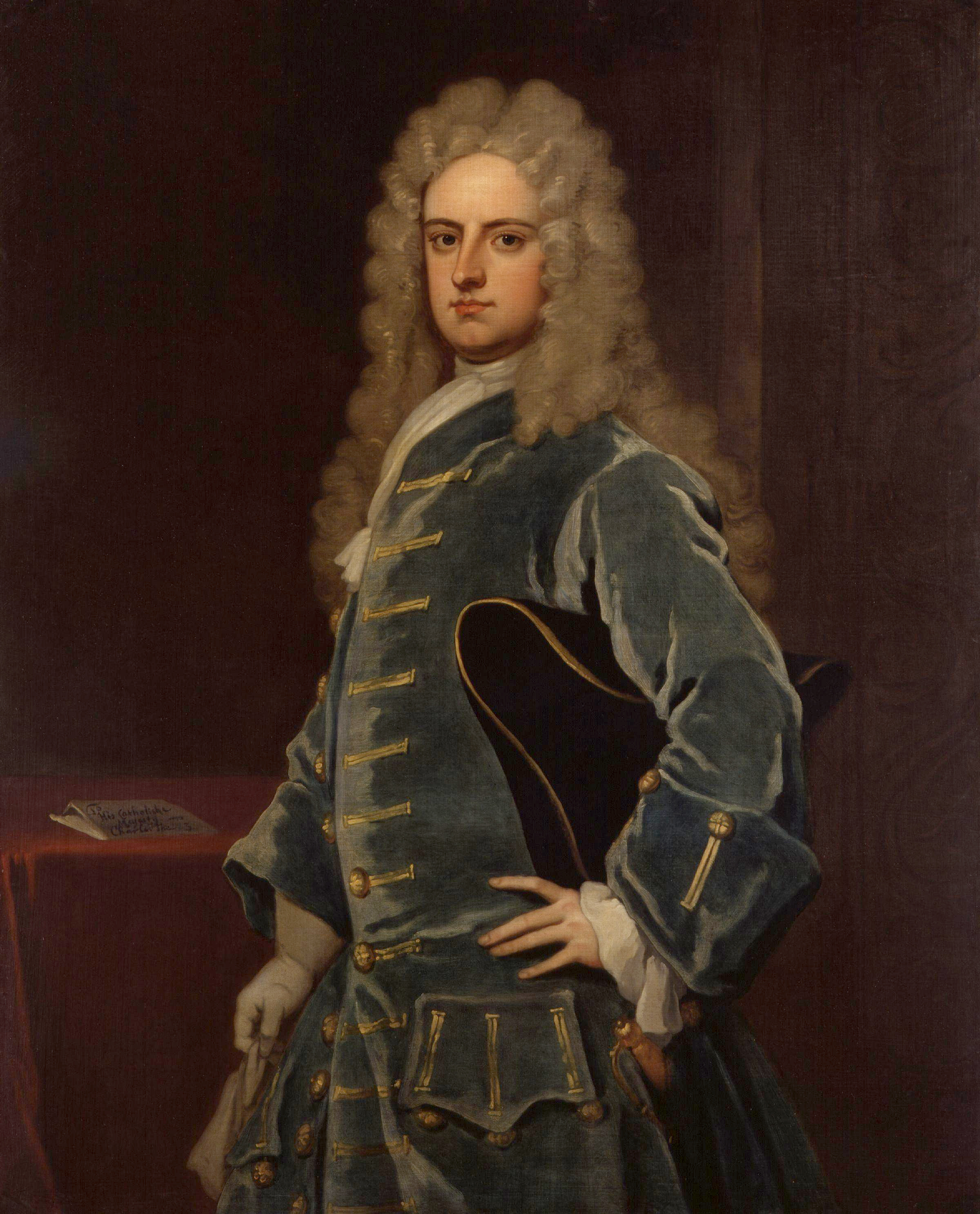
James Craggs the Younger por Sir Godfrey Kneller, Bt

### Monumentos de igrejas
- Abadia de Westminster, a John Dryden, 1720-21
- Abadia de Westminster, a John Sheffield, primeiro duque de Buckingham e Normanby, 1721-22
- Abadia de Westminster, a John Holles, primeiro duque de Newcastle upon Tyne, 1721-23
- Abadia de Westminster, a Matthew Prior, 1721-23
- Abadia de Westminster, a Ben Jonson c.1723
- Abadia de Westminster, a John Smith, 1723
- Igreja de St Giles, Shipbourne a Christopher Vane, primeiro barón Barnard, 1723, reconstruído quando a igreja foi reconstruída
- Abadia de Westminster, a William Johnstone, primeiro marqués de Annandale, James Johnstone, segundo marqués de Annandale e sua esposa Sophia Fairholm 1723
- Abadia de Westminster, a James Craggs the Younger 1724-27
- St Mary's Amersham, a Montague e Jane Drake, 1725
- SS. Peter e Paul, Aston, a Sir John e Lady Bridgeman, 1726
- SS. Peter e Paul, Mitcham, a Sir Ambrose e Lady Crowley, c.1727
- St Mary's Bolsover, a Henry Cavendish, segundo duque de Newcastle upon Tyne, 1727-28
- Abadia de Westminster, Katherine Bovey, 1727-28
- St Margaret's, Westminster, a Robert Stuart, 1728
- Igreja de Todos os Santos, Bristol, a Edward Colston 1728-29
- Todos os Santos, Maiden Bradley, a Sir Edward Seymour, 4.º Baronet, 1728-30
- Abadia de Westminster, ao Dr. John Friend, 1730-31
- Mausoleo de Turner, Igreja de Kirkleatham, Monumento a Marwood William Turner, 1739-41
- Todos os Santos Soulbury, a Robert Lovett c.1740
- A igreja parroquial de St Marylebone, seu próprio monumento (Gibbs foi enterrado na igreja anterior, 1754) sobrevive na igreja actual

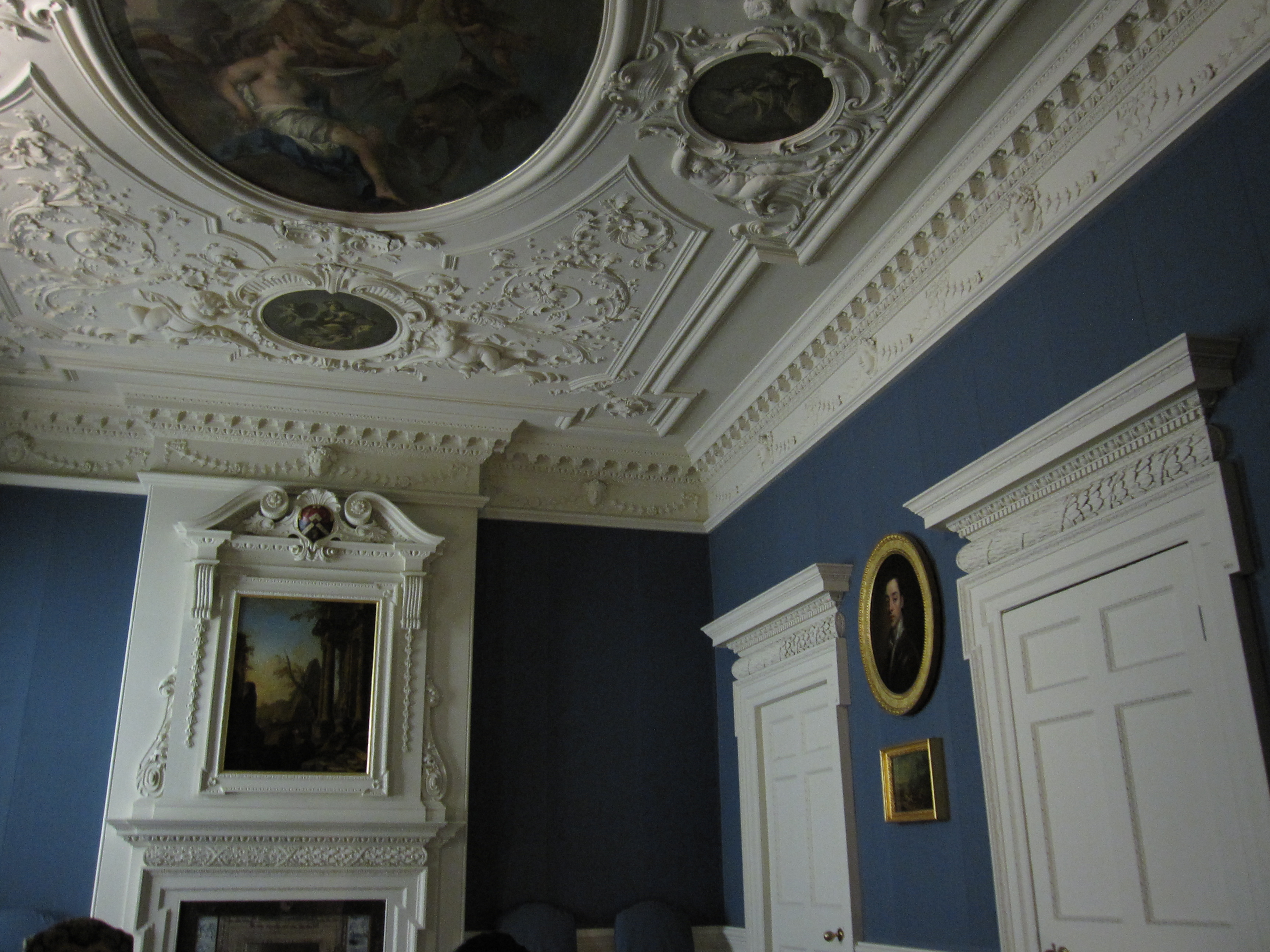
Salão do N.º 11 Henrietta Street V A

- Casas nos Jardins Privy, Whitehall, Londres, 1710-11, demolidas 1807
- Burlington House, asas e colunas gémeas na explanada, 1715-16, demolida
- Thanet House, Great Russell Street, 1719, demolida
- 9-11 Henrietta Street, 1723-27, demolida em 1956; o salão do Não 11 se encontra agora no Museu Victoria and Albert
- Rua Grosvenor 52, alterações 1727
- Savile House, 6 Leicester Square, 1733, demolida
- 25 Leicester Square, 1733-34 demolida
- 49 Great Ormond Street, nova biblioteca, 1734, demolida
- 16 Arlington Street, 1734-40
- Casa em Mortimer Street, Marylebone, Londres 1735-40, demolida
- Casas em Argyll Street, Westminster 1736-1761
- Casa em Hanover Square, 1740, demolida

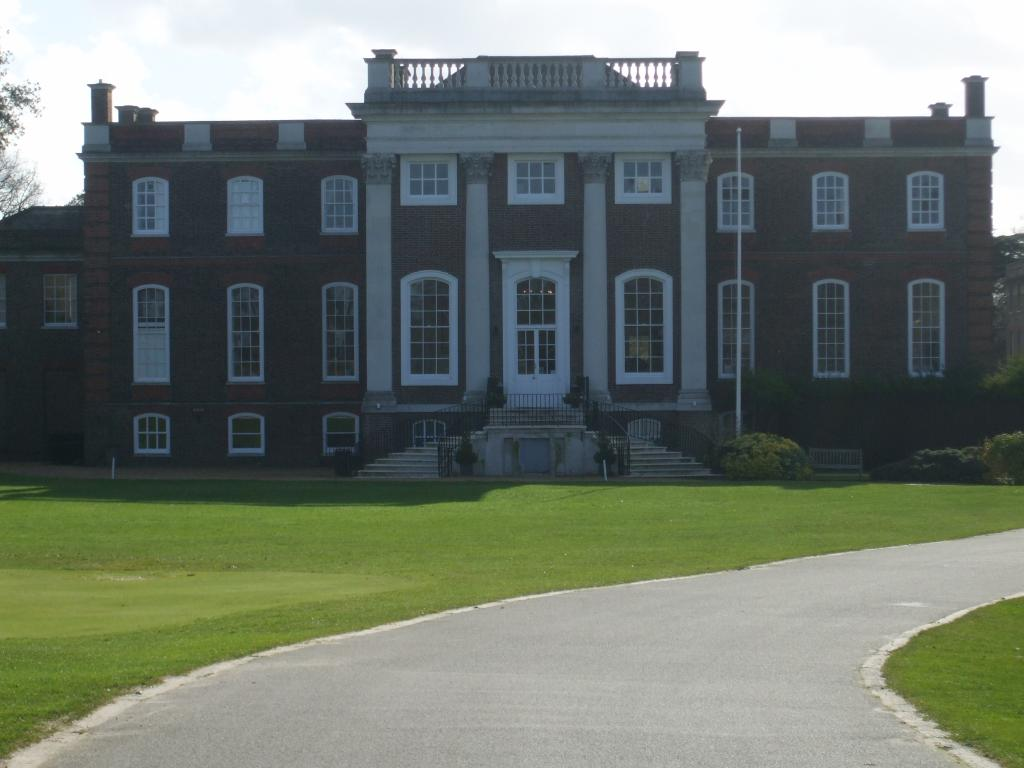
Sudbrook House - Petersham

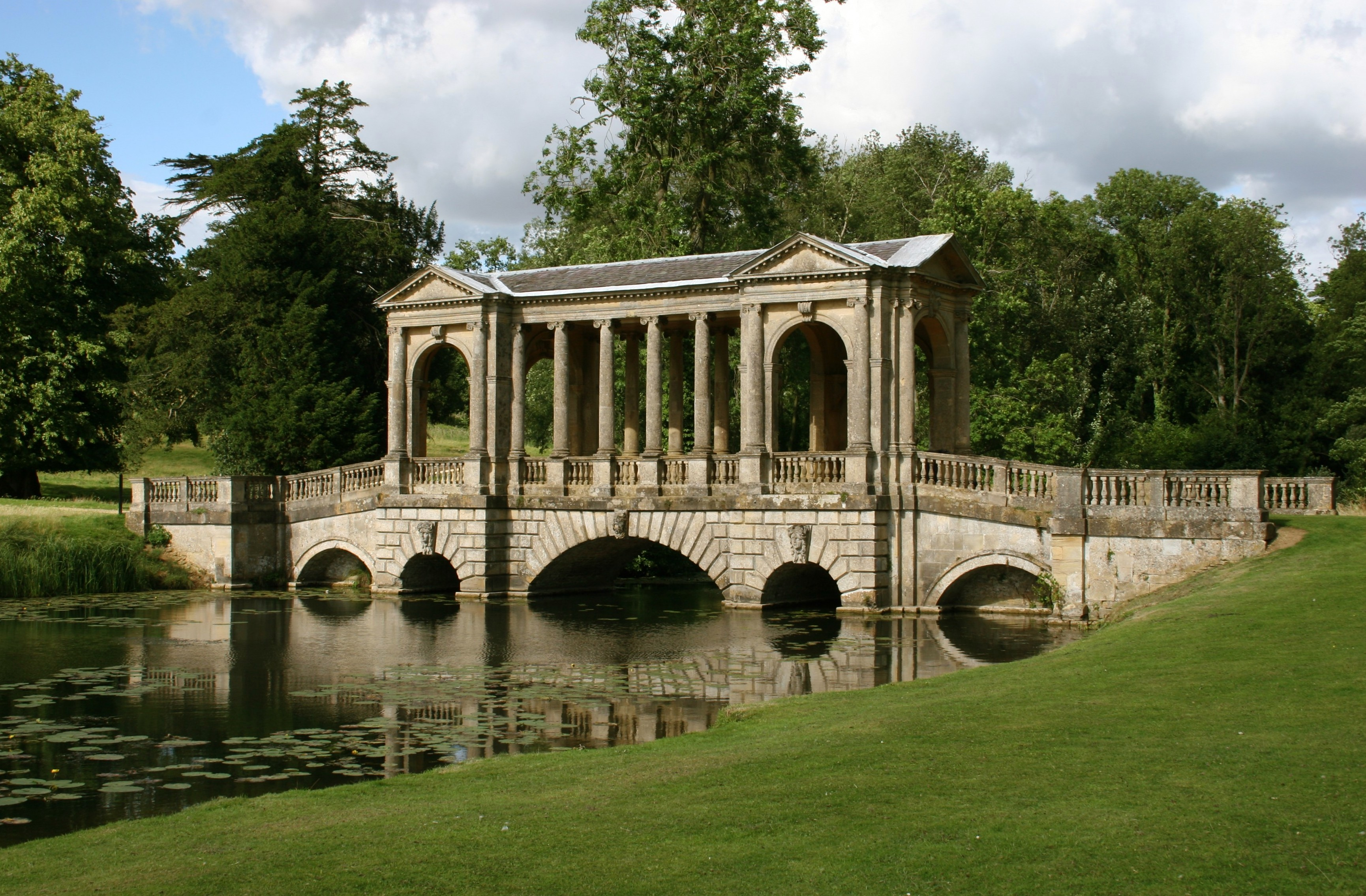
Stowe Park Palladian bridge

### Novos sítios
- Sudbrook Park, Petersham, 1715-19 (agora Richmond Golfe Clube)
- Cannons, um dos vários arquitectos envolvidos, 1716-19, demolida 1747
- Shrewsbury House, Isleworth, 1718-22, demolida c.1810
- Ditchley House, 1720-7
- Antony House, Cornwall, 1720-4
- Balveny House, Banffshire, 1724, demolida em 1929
- Casa para Bartholomew Clarke e Hitch Young, Roehampton, c. 1724-29, demolida c. 1788
- Acton Place, Acton, Suffolk, c. 1725-26, demolida em 1825
- Whitton Place, Whitton, Londres, 1725-31, demolida em 1935
- Stowe House, vários templetes de jardim de 1726 a 1749
- Houghton Hall, um dos vários arquitectos que trabalharam no edifício, c. 1727-35
- Kelmarsh Hall, 1728-32
- Kirkleatham Hall, desenhos 1728, provavelmente não executados
- Gumley House, Isleworth, 1729
- Hamstead Marshall, o trabalho iniciou-se numa nova casa em 1739, mas abandonou-se após que o cliente morreu no ano em que começou o trabalho
- Catton Hall, 1741
- Patshull Hall, Staffordshire. 1742-54. A casa foi completada por William Baker de Audlem[27]
- Bank Hall, Warrington, 1749-50 (agora Prefeitura)

### Alterações a sítios existentes
- Orleans House, Twickenham, a sala do octágono, c.1716-21
- Alexander Pope's Villa, Twickenham, adições, 1719-20, demolida 1807-08
- Wimpole Hall, remodelagem, incluída a Capilla 1722-27, nova biblioteca e escada principal 1732
- Fairlawne, Shipbourne, extensão, c.1723
- Hartwell House, Buckinghamshire, remodelagem de interiores 1723-25
- Wentworth Castle, desenhou o revestimento de madeira na galeria 1724-25
- Compton Verney House, establos, 1740
- Hackwood Park, Hampshire, novo pórtico, 1740
- Badminton House, mais remodelagem do frente norte já remodelado por William Kent, 1745
- Ragley Hall, interiores da casa, o arquitecto original Robert Hooke tinha-os deixado sem terminar, 1751-c.1760